# Mystic Prophecy
Mystic Prophecy — рок-группа из Германии, основанная в 2000 году. Музыкальный стиль группы сформирован под влиянием традиционного хэви-метала 1980-х годов. По мнению самих участников, группа играет в стиле пауэр-метал.

## История
Группа Mystic Prophecy была основана в 2000 году в городе Бад-Грёненбах бывшими участниками группы Valley’s Eve — вокалистом Димитрием Лиапакисом и басистом Мартином Альбрехтом. Помимо них, оригинальными членами группы стали гитарист Костас Карамитроудис из Firewind и барабанщик Дэннис Эклдаль. В таком составе группа выпустила в августе 2001 года свой дебютный альбом Vengeance.
В 2003 году группа выпустила свой второй альбом — Regressus, а в 2005 — Never-Ending. Послы выхода альбома группу покинул Карамитроудис, присоединившийся к Arch Enemy. Его место занял гитарист Мартин Гримм.
В 2006 году вышел четвёртый альбом группы, получивший название Savage Souls. Альбом вышел в двухдисковом формате. На первом диске находилась студийная запись, а на втором — запись, сделанная во время живых выступлений. В поддержку альбома был проведен совместный с группой Majesty европейский тур.
В 2007 году группа выпустила сингл «Dark Forces», за которым последовал полноформатный альбом Satanic Curses. Мартин Гримм и Мартин Альбрехт покинули Mystic Prophecy в июле 2008 года. Новыми участниками группы стали гитарист Константин из Nightrage и басист Конни Андрежка.
В новом составе группа записала в 2009 году свой шестой альбом Fireangel, который дебютировал на 77-м месте в немецком хит-параде. Альбом был записан под руководством шведского продюсера Фредерика Нордстрёма. В поддержку альбома группа отправилась в тур вместе с финской группой Stratovarius, а также выступила на нескольких фестивалях.
Следующий альбом Ravenlord группа выпустила в 2011 году. Альбом был вновь записан при участии Фредерика Нордстрёма. В 2013 году группа выпустила свой девятый альбом Killhammer. На одноимённую песню был снят видеоклип.
В 2016 году выпущен альбом War Brigade, в 2018 - Monuments Uncovered, в 2020 - Metal Division.

## Состав
- Роберто Димитри Лиапакис — вокал
- Маркус Поль — ритм-гитара
- Константин — гитара
- Штефан Дитрих — ударные
- Конни Андрежка — бас-гитара

### Бывшие участники
- Дэнис Экдал — ударные (2000—2004)
- Костас Карамитроудис — гитара (2000—2005)
- Клаус Шперлинг — ударные (2004—2005) — только в турне
- Матиас Штрауб — ударные (2005—2008)
- Мартин Гримм — гитара (2005—2008)
- Мартин Альбрехт — бас-гитара (2000—2008)

## Дискография
- Vengeance (2001)
- Regressus (2003)
- Never-Ending (2004)
- Savage Souls (2006)
- Satanic Curses (2007)
- Fireangel (2009)
- Ravenlord (2011)
- Killhammer (2013)
- War Brigade (2016)
- Monuments Uncovered (2018)
- Metal Division (2020)